# Pin pad

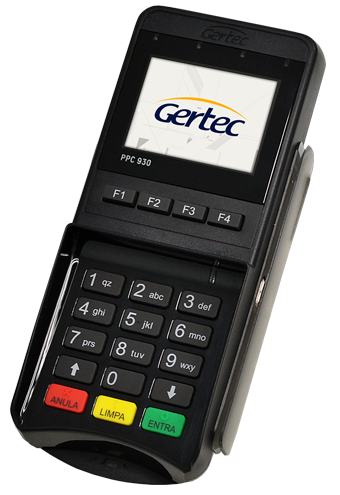
PinPAD utilizado para soluções seguras pagamento. Certificado e utilizando as últimas tecnologias como ContactLess (Apple Pay, Google Pay, NFC).

Pin Pad é um dispositivo eletrônico utilizado para entrada de senhas em supermercados, PDVs (Ponto de Vendas), bancos entre outros, utilizado pela maioria dos comerciantes de todo o mundo.
Os Pin PADS são utilizados para que o cliente ao digitar seus dados no equipamento seja totalmente segurança, pois, o equipamento é criptografado justamente para evitar este tipo de fraude, é umas das principais ferramentas para efetuar pagamento via cartão de credito e debito, onde o sistema de automação comercial, após finalização da venda, solicita o meio de pagamento, se a forma de pagamento escolhida for cartão ou contactless (NFC, SamsungPay ou ApplePay) então o PinPad entra em ação e realiza a validação dos dados do cartão e sua senha (sempre protegida, ou seja, criptografada).
Atualmente os Pin Pads seguem normas Internacionais elaboradas pelo CEN (European Committee for Standardization)onde os padrões são elaborados com o objetivo de pagamento pela bandeiras internacional como o EMV (Europay, MasterCard and Visa) e Brasileiras como ICP-Brasil, usado para padrão de assinaturas digitais. 

## Certificações
Os PinPADs atuais devem atender as principais certificações de segurança tais como:
- PCI
- EMV
- Anatel
- Abecs
- TQM
- PayPass
- PayWave
- ExpressPay

O sistema de automação comercial - TEF (Transferência Eletrônica de Fundos) interage com o dispositivo realizando a leitura das informações do cartão e teclado do equipamento que são repassadas ao sistema de forma criptografada evitando fraudes nas transações financeiras. 
Empresas como Gertec são hoje uma das maiores fornecedoras deste dispositivo.